# Долінчани
Долінчани (пол. Dolinczany) — село в Польщі, у гміні Ліпськ Августівського повіту Підляського воєводства.
Населення — 124 особи (2011).
У 1975-1998 роках село належало до Сувальського воєводства.

## Демографія
Демографічна структура станом на 31 березня 2011 року:
|          | Загалом | Допрацездатний вік | Працездатний вік | Постпрацездатний вік |
| -------- | ------- | ------------------ | ---------------- | -------------------- |
| Чоловіки | 61      | 7                  | 40               | 14                   |
| Жінки    | 63      | 11                 | 31               | 21                   |
| Разом    | 124     | 18                 | 71               | 35                   |